# Servera

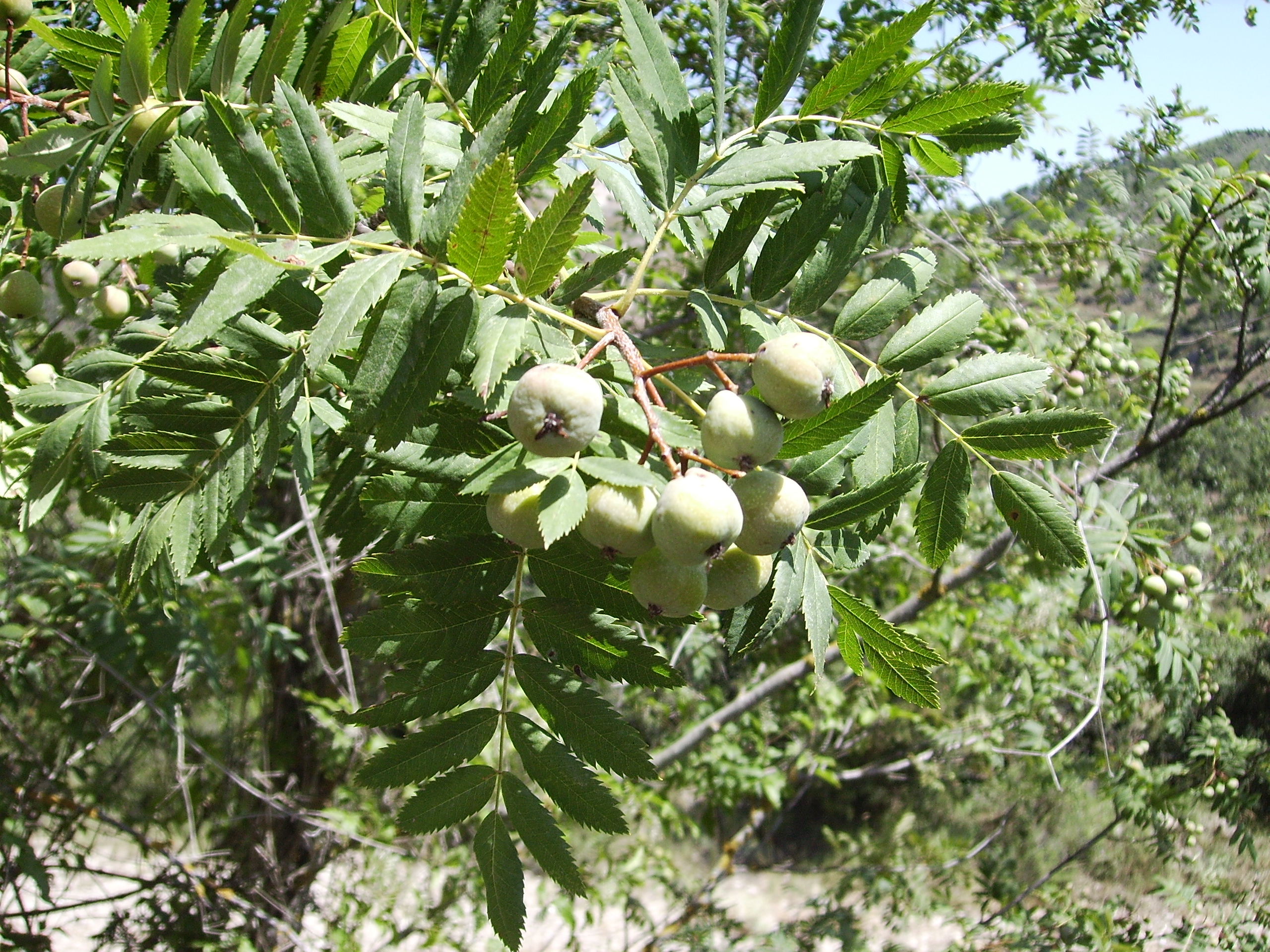
Fruits en forma de pera, encara verds, de la servera.

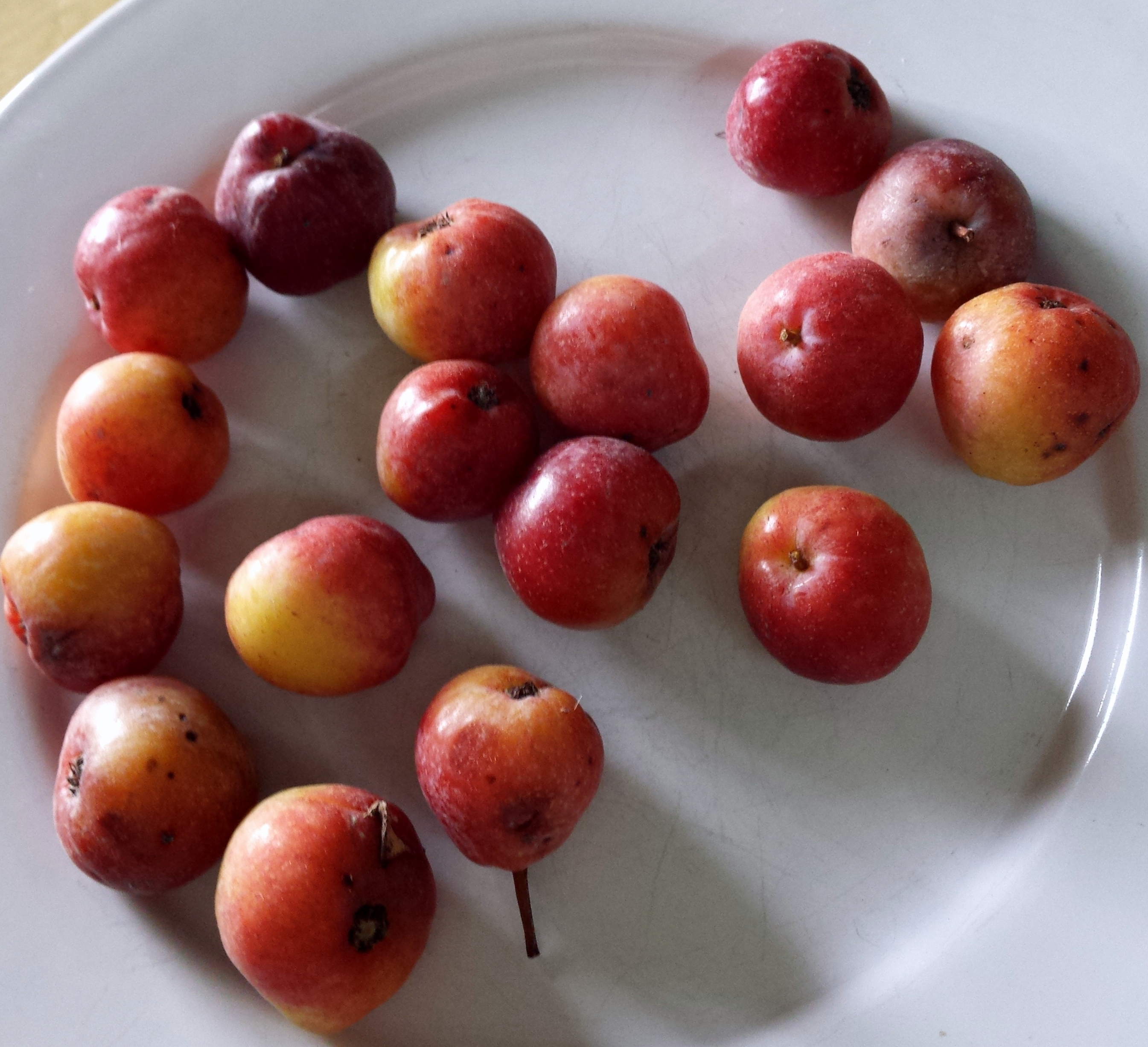
Alguns fruits, les serves, ja madurs

La servera (Sorbus domestica) és un arbre de la família de les Rosàcies, del gènere Sorbus, del qual s'aprofiten els fruits, les serves. És una espècie caducifòlia de fins a 20 metres d'alçada, amb fulles imparipinnades, formades per 13 a 21 folíols de vora serrada, i flors amb 5 pètals, blanques i reunides en corimbe. Floreix a la primavera, i els fruits, en forma de petita pera, es cullen a la fi de l'estiu i s'han de sotmetre a una sobremaduració en palla perquè puguin ser comestibles. En temps dels romans, de les serves, se'n feia un suc que, un cop fermentat, constituïa una beguda alcohòlica que anomenaven "cerevisa"; d'aquí deriva la paraula catalana cervesa, referida, però, a un producte molt diferent. El server és un arbre molt rústic i poc afectat per les malalties d'altres fruiters. Tradicionalment era present a la majoria de masies. La serva és un fruit secundari, que avui dia pràcticament no es comercialitza.
Es troba a la muntanya mitjana i en llocs humits de la terra baixa, i viu a les canals i als racons frescals dels boscos. S'estén per l'est de la península Ibèrica, l'Europa meridional i la banda turca del mar Negre, a vegades cultivat o plantat entre cultius. A Catalunya creix habitualment entre el nivell del mar i els 1.000 metres d'altitud (rarament fins als 1.400).
La servera, juntament amb la moixera de guilla, la moixera de pastor i la moixera gran, és una de les quatre espècies arbòries del gènere Sorbus, pertanyent a la família de les rosàcies, presents a les nostres terres. Tots quatre, a més de ser força semblants, solen créixer als boscos caducifolis, sense ser mai gaire abundants. Hi ha una cinquena espècie menys coneguda, la moixera nana, que viu a les pinedes dels Pirineus i als Alps.